# Oreobolus venezuelensis
Oreobolus venezuelensis là loài thực vật có hoa trong họ Cói. Loài này được Steyerm. mô tả khoa học đầu tiên năm 1949.